# 吸入性麻醉
吸入性麻醉是麻醉藥物混入空氣並給予患者氧氣面罩吸入麻醉氣體，進而達到麻醉效果，這種方法通常用於兒童，因為兒童較怕打針。
此方式也可以當作麻醉誘導期，讓患者進入昏睡狀態。